# Dexter (авіакомпанія)
Dexter (юридична назва АТ «Авіа Менеджмент Груп») — російська авіакомпанія, що спеціалізується на наданні послуг повітряного таксі і виконанні вантажних і медичних авіарейсів. Компанія також виконувала регулярні пасажирські рейси за програмою пільгових авіаперевезень в Приволзькому федеральному окрузі в 12 міст Росії.
Авіакомпанія базується в аеропорту Раменське. Штаб-квартира компанії розташована в Москві.

## Регулярні рейси
Авіакомпанія займалася виконанням регулярних авіаперевезень, субсидованих в Приволзькому федеральному окрузі. На липень 2017 року Dexter виконував рейси в такі міста:

## Флот

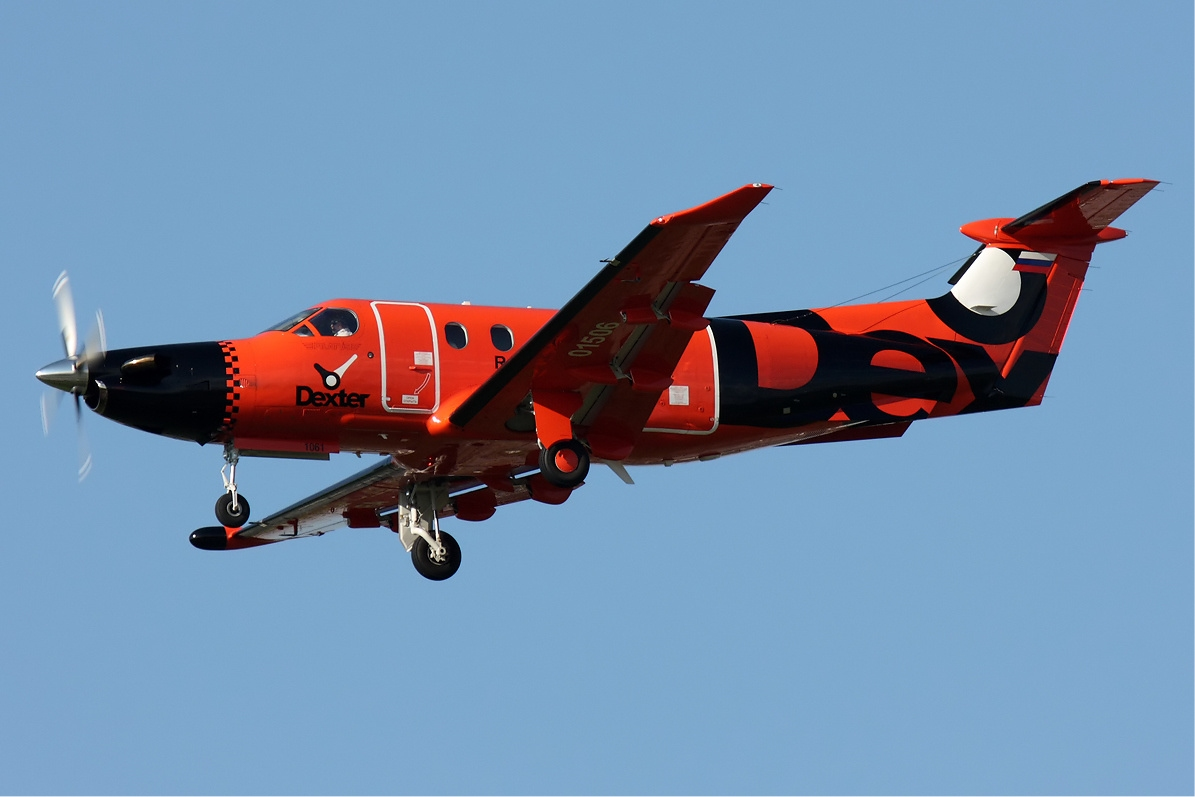
Pilatus PC-12 в кольорах Dexter

На 2017 рік авіакомпанія експлуатує 9 одномоторних швейцарських літаків Pilatus PC-12:
На зберіганні у компанії знаходяться також 6 літаків М-101Т, вироблених Нижегородським авіабудівним заводом «Сокіл». Планувалося, що авіакомпанії будуть поставлені близько 200 таких літаків, проте в 2009 році у зв'язку із закриттям серійного виробництва цього літака поставки були припинені.

## Зноски
1. ↑  Стартовал проект льготных авиаперевозок в ПФО. Rg.ru. 1 квітня 2013. Архів оригіналу за 18 жовтня 2017. Процитовано 11 квітня 2015.
2. ↑  Dexter - Расписание. Dexter.ru. Архів оригіналу за 5 липня 2017. Процитовано 15 липня 2017. [Архівовано 2017-07-05 у Wayback Machine.]
3. ↑  Russianplanes.net - Авиакомпания: Декстер. Russianplanes.net. Архів оригіналу за 22 грудня 2016. Процитовано 8 квітня 2015.
4. ↑  «Гжель» закрывается. Expert.ru. 15 травня 2009. Архів оригіналу за 17 травня 2009.